# Euryzonella
Euryzonella é um gênero de mariposa pertencente à família Crambidae.